# Ганкевич Михайло
Миха́йло Ганке́вич (1804 — 30 вересня 1861, Добротвір, Кам'янецький повіт, Золочівський округ, Королівство Галичини та Володимирії, Австрійська імперія) — священник УГКЦ, політичний та громадський діяч Галичини середини XIX століття, посол до Австрійського парламенту 1848 року.
Висвячений у священники в 1831 році.
1831–1838 рр. — адміністратор парафії у Новому Виткові. У 1837 році він також адміністратор парафії, з 1838 р. священник у Добротворі; 1847–1855 рр. також був адміністратором парафії Сілець-Беньків, 1842–1848 рр. — також адміністратором Буського деканату.
Одружений, дружина Варвара (з дому Доманська) померла в 1848 р. Мали 4 доньки (1 померла в ранньому віці) та 1 сина.
Член Райхстагу від серпня 1848 року до 7 березня 1849 року. Обраний від Радехівського виборчого округу.
7 березня 1849 року парламент був розпущений і парламентарі втратили повноваження.